# والرو انرژی

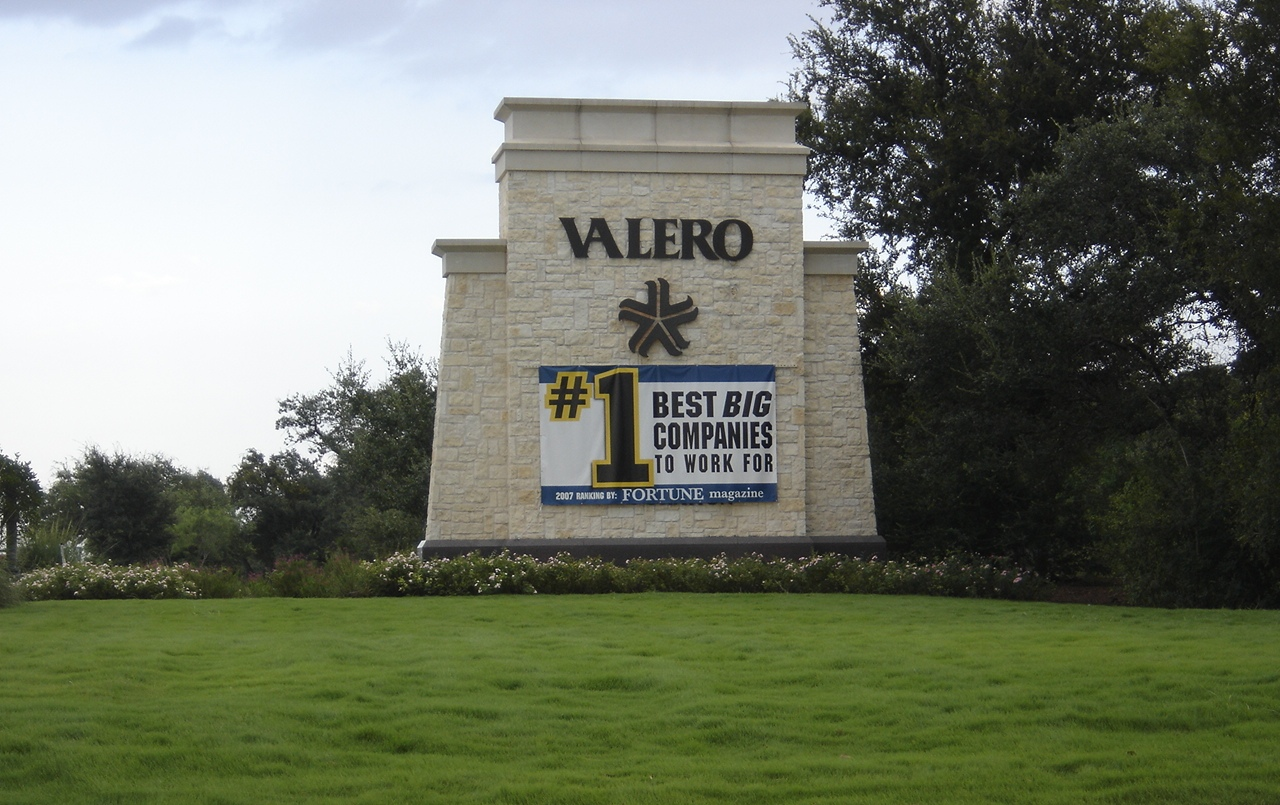
ساختمان مرکزی شرکت والرو انرژی در شهر سان آنتونیو، تگزاس

والرو انرژی (به انگلیسی: Valero Energy) شرکت خدمات نفتی آمریکایی است، که در زمینه تولید، اکتشاف و انتقال نفت فعالیت می‌کند.
ظرفیت پالایش این شرکت روزانه معادل ۳٬۱۰۰٬۰۰۰ بشکه است، که از این لحاظ بزرگ‌ترین پالایشگر نفت آمریکای شمالی به‌شمار می‌آید. شرکت والرو ۱۶ پالایشگاه و ۶ کارخانه تولید اتانول دارد، که در کشورهای ایالات متحده، کانادا، بریتانیا و کارائیب مستقر می‌باشند و سالیانه معادل ۱٫۲ میلیون گالن، اتانول تولید می‌کنند. والرو انرژی همچنین مالک یک نیروگاه بادی است، که سالیانه در حدود ۵۰ مگاوات برق تولید می‌نماید.
این شرکت از پشتیبانان مالی مرکز علوم درمانی دانشگاه تگزاس در سن آنتونیو می‌باشد، بطوریکه تاکنون بیش از ۳۰ میلیارد دلار هدایای نقدی به این دانشگاه کمک نموده است.
شرکت والرو انرژی یکی از بزرگترین ارائه‌کنندگان بنزین در ایالات متحده بوده، که ۶٫۲۰۰ جایگاه پمپ بنزین آن در کشورهای ایالات متحده، کانادا و بریتانیا گسترده می‌باشند. این پمپ بنزین‌ها غالبأ با نام‌های تجاری "والرو"، "دایموند شارمروک"، اولترامار"، بیکان" و "تکزاکو" فعالیت می‌کنند.
این شرکت در رده شانزدهم از فهرست فرچون ۵۰۰ قرار دارد. دفتر مرکزی شرکت والرو انرژی در شهر سان آنتونیو، تگزاس مستقر می‌باشد.